# Neobertiera
Neobertiera  es un género monotípico de plantas con flores perteneciente a la familia de las rubiáceas. Incluye una sola especie: Neobertiera gracilis Wernham (1917). Es nativa de Guyana.

## Taxonomía
Neobertiera gracilis fue descrita por Herbert Fuller Wernham y publicado en  Journal of Botany, British and Foreign 55: 169, en el año 1917.